# マリオ&ソニック AT ロンドンオリンピック
- マリオシリーズ > マリオ&ソニック > マリオ&ソニック AT ロンドンオリンピック
- ソニックシリーズ > マリオ&ソニック > マリオ&ソニック AT ロンドンオリンピック

『マリオ&ソニック AT ロンドンオリンピック』（マリオアンドソニック アット ロンドンオリンピック、Mario and Sonic at the London 2012 Olympic Games）は、2011年、及び2012年に発売された任天堂とセガによるWiiとニンテンドー3DS用ゲームソフト。
欧州では通常版と同日にこのソフトを同梱した青色の新型Wiiが発売。

## 概要
2012年にイギリスのロンドンで開催された夏季オリンピック（ロンドンオリンピック）を舞台としている。
一部、過去にも収録されていた種目を、新たに改良し再収録している。
3DS版の発売日である3月1日にはCMに出演した松岡修造のスペシャルMiiがいつの間に通信を通じて配信された。

## モード
オリンピック競技
実際のオリンピックにある種目で競う。
ドリーム競技（Wii）
前作のドリーム競技から一新。本作オリジナルの種目で競う。
ロンドンフェスタ（Wii）
今作の出場キャラクターが一位を目指しゲームをする。競技場や町にいるキャラクターが、ミニゲームを誘ってくることもある。競技は提示された４つの中から一つを選ぶ。
エピソードモード（3DS）
ストーリーを楽しみながら競技をプレイする1人用のモード。前作とは違い、様々な登場人物の視点でシナリオが展開されていく。そのため、前作になかったキャラ同士の掛け合い（ヨッシーとシャドウ）や原作にもなかった同作品同士のキャラの掛け合いが見られる（ブレイズとルージュやシルバーとジェット）。

## エピソードモードのストーリー（ニンテンドー3DS版）
オリンピック開会式前夜、正式な選手であるはずなのに自分達だけ招待状が届いていない事を怒ったクッパとエッグマンは仕返しとして手下を集め、オリンピックを中止させるため、魔法の壷でロンドン中に不思議な霧をばら撒き始めた。そのことを知らないマリオとソニックは仲間達とともにオリンピック中止を阻止しようとする。
本編クリア後、事件前日談が描かれた外伝シナリオでプレイでき、本編で活躍がなかった悪役達の活躍や魔法の壷の経緯、本編での事件の真相が明らかになる。なお、番外編ではヒーローズは登場しない。（ただし、カメックの魔法でマリオに化けたクリボーやきりのツボから生まれたニセソニックは登場する）

### きりのツボ
本作でクッパとエッグマンがマリオとソニック達に仕返しするために使った魔法の壷。霧に触れたものが考えている人物を具現化し、侵入者と戦わせるほか、霧には強大な力があり、それを浴び続けると力を増加させることができる。元々はストーンヘンジの侵入者から遺跡の宝を奪われないように作られた物で伝説の海賊、ウィリアム・キッドが遺跡から盗んだ物。彼が捕まった後、大英博物館に保管されていたが近年、古道具屋の老婆に盗まれ、掘り出し物として売られていたがワリオに借金の立替として奪われる。メタルソニックとの勝負に負けたワリオはお金を取られるのが嫌でその壷をエッグマンに渡す。実験では無理やりこじ開ける程度はできるが強力な封印で完全に解くことができず、彼はクッパに相談し、カメックの魔力とストーンヘンジのパワーで封印を解くことに成功し、改造パーツで洗脳したオメガをエッグマン達がいるビッグ・ベンに届けさせた。戦いの末、きりのツボはマリオとソニックによって封印された。なお、霧から生まれた偽者はマリオ、ソニック、ルイージ、テイルス、ピーチ、ブレイズ、シャドウ、シルバーの8人である。

## 登場キャラクター
前回登場したプレイキャラクターは全員出場する。本作でもソニックは水泳競技では救命胴衣（前作とは違い青色）を着て参加する。また、女性キャラも体操競技や水泳競技では専用の衣装で参加しており、馬術では冬のオリンピックでの格好で参加している。
なお、マリオとルイージ、メタルソニックは前作同様、3DSのエピソードモードやWiiのロンドンフェスタでは喋らず、代わりの者が話す形になっている。ちなみにソニックも3DSのエピソードモードのみ喋らない。（ただし、前作とは異なり、ボイスはある）ライバルやゲストキャラは、クイズの問題として出題されたり、ストーリーモードに絡んだりと前作以上に出番が増えている。また、オーボットなど、前作に登場しなかったキャラが登場したりディディーやコクッパ7人衆、ストームなどMiiコスチュームのみキャラもいる。
- バランスタイプ
  - マリオ
    - 声：チャールズ・マーティネー

  - ルイージ
    - 声：チャールズ・マーティネー

  - クッパJr.
    - 声：ケーティー・サゴイアン

  - エミー
    - 声：川田妙子

  - ブレイズ
    - 声：高森奈緒
- テクニックタイプ
  - テイルス
    - 声：広橋涼

  - Dr.エッグマン
    - 声：大塚周夫

  - シルバー
    - 声：小野大輔

  - ピーチ
    - 声：サマンサ・ケリー

  - ワルイージ
    - 声：チャールズ･マーティネー
- スピードタイプ
  - ソニック
    - 声：金丸淳一

  - シャドウ
    - 声：遊佐浩二

  - メタルソニック
  - ヨッシー
    - 声：戸高一生

  - デイジー
    - 声：ディアナ・マスタード
- パワータイプ
  - クッパ
    - 声：ケニー・ジェームズ

  - ワリオ
    - 声･チャールズ･マーティネー

  - ドンキーコング
    - 声：長嶝高士

  - ナックルズ
    - 声：神奈延年

  - ベクター
    - 声：三宅健太

### ニンテンドー3DS版のチーム
3DS版では一つのチームで競うもしくは協力することになっており、ヒーローズの競技ではヒーローズしか遊べない（ただし、ストーリーモードでは異例もある）チームは能力や身分をモチーフにしており、クッパやエッグマン達もヒーロー側とチームを組んでいるもののほとんどの者はクッパやエッグマン達のことを嫌っており（ただし、マリオとソニックは彼らのことは嫌ってはいない）、本編では対立している。
ヒーローズ
マリオやソニックの主人公達のチームであらゆる競技に参加でき、トライアスロンや近代五種の複合競技に唯一出場できる。他にはルイージ、テイルスがおり、エピソードモードではテイルス以外はボイスのみなため、テイルスかキノピオが彼らの意思を話すことが多い。
ガールズ
ピーチやブレイズなど本編の数少ない女性陣のチーム。リボンやビーチボールなど女性ならではの競技に参加できる。唯一競技によって服装が変わる。他にはエミーやデイジーがいる。エピソードモードでは主にブレイズがリーダーをしている。エピソードモード本編ではマリオの頼みでライバルキャラ唯一の女性であるルージュも彼女達に協力した。
ワイルズ
クッパやナックルズなど腕力が自慢のチーム。ハンマー投げやボクシングに参加でき、唯一ウエイトリフティングに参加できる。他にはドンキーコングやベクターがいる。エピソードモード本編ではクッパの代わりにオメガが代役としてワイルズやヒーローズに協力した。
トリッキーズ
エッグマンやワリオなど狡賢い面子のチームで唯一悪役ポジションのキャラのチーム。ホッケーやハンドボールなど動体視力を生かす競技に参加できる。他にはワルイージやメタルソニックがおり、エピソードモードでは相方以外はそれぞれ仲が悪くお互いのセコさを指摘している。
チャレンジャーズ
ヨッシーやシャドウなど身軽な競技を得意とするチーム。砲丸投げやトランポリンなどに参加できる。マラソンスイムや1500ｍ走など長距離の競技に参加できる。他にはシルバーやクッパJr.がいる。エピソードモード本編ではクッパとエッグマン側のクッパJr.の代わりにジェットが代役としてチャレンジャーズに協力した。またクッパの息子であるためかクッパJr.は他の3人とはあまり仲は良くない。

### ライバルキャラクター
ロンドンフェスタやエピソードモードで出場選手に挑戦するライバル達。ルージュやキャサリン、ジェットのようにロンドンフェスタで普通に親しく会話したり、ミニゲームに誘う者もいれば、ほねクッパやエッグマンネガのように馴れ合いをせず、挑戦するのみキャラもいる。またロンドンフェスタではオメガ、カロン、キャサリン、エッグマンネガの4人は同じフェスタで2度戦うと再戦という形で別の競技で勝負を仕掛ける。中にはロンドンフェスタのみのライバルもいればエピソードモードのみのライバルもいる。ジェット、ルージュ、オメガの3人は過去のソニック作品でプレイヤーキャラであったためか仕返しでオリンピックを中止にしようとするクッパやエッグマンには手を貸さず、マリオとソニックに協力してくれている。
- ジェット
- カロン
- ルージュ
- キングテレサ
- オメガ
- ほねクッパ
- エッグマンネガ
- キャサリン（WiiのみのNEWライバルキャラクター）
- カメック（3DSのみのNEWライバルキャラクター）
- テレサ（3DSのみのNEWライバルキャラクター）

### その他のキャラクター
本作ではエスピオやヘイホー、オーボット＆キューボットのように選手ではないものと直接勝負するミニゲームが存在する他、クイズを出題したり、ロンドンフェスタなどで親しく会話するなどサブキャラ達の出番は増えている。前作ライバルとして登場した巨大キラーはお邪魔キャラとして登場し、キャサリン【青】はライバルキャラとして登場する。
- キノピオ
- クリボー
- ノコノコ　3DS版では非公式選手として出場している。
- カメック
- キャサリン【赤】・【青】・【緑】・【黄】（キーパー）
- エッグポーン【赤】・【青】・【緑】・【黄】（キーパー）3DS版では非公式選手として出場している。
- チョロプー
- エスピオ（審判）
- チャーミー
- クリーム
- チャオ　3DS版では非公式選手として出場している。
- キキ
- 巨大キラー
- 巨大プクプク
- ディノパックン
- ボスゲッソー
- オーボット
- キューボット
- ワンワン
- オモチャオ
- ジュゲム
- トゲゾー
- フグマンネン
- ヘイホー　3DS版では非公式選手として出場している。
- ビッグ（3DS版のみ）
- Mii

## 競技
本作の競技は前々作の競技とは操作が異なることが多く、北京オリンピックに登場したアーチェリーのように3DS版のみの競技もあれば、同じ競技でも参加する人数が異なるものも多く存在している。

### Wii版

#### オリンピック競技
- 100m走
Wiiリモコンを振って100mのトラックを走る競技。走行中、WiiリモコンのAボタンを押すとスペシャルダッシュが発動する。「北京」ではヌンチャクデバイスを接続した状態でもプレイ出来たが今作ではWiiリモコン単体による操作のみとなった。またFOULの概念も無くなった。
- サッカー
ヌンチャクを接続したWiiリモコン、またはWiiリモコンを横持ちしてプレイする競技。自分が観客から声援を受けると赤く光り、その時にそれぞれの操作方法で指定されたボタンを押しながらシュートを打つとスペシャルシュートになる。更に仲間からパスされたボールが光っている時にシュートボタンを押すと強力なシュートが打てる。
- 馬術
- 100m自由形
- シンクロナイズドスイミング
- 卓球
- バドミントン
- ビーチバレー
- カヌー
- 自転車
- 新体操 リボン
- 段違い平行棒
- 円盤投
- 射撃 ピストル
- トランポリン
- 卓球
- ハンマー投
- やり投
- 110mハードル
- 4×100mリレー
- 走幅跳
- フェンシング

#### ドリーム競技
ドリームホッピング
『ヨッシーストーリー』のステージ「スーパーレールリフト」をモチーフにしている。
ドリーム馬術
『マリオカートWii』のコース「モーモーカントリー」をモチーフにしている。
ドリーム円盤乗り
『ソニックアドベンチャー』のステージ「ウィンディバレー」をモチーフにしている。
ドリームボールレース
『ソニックヒーローズ』のステージ「ビンゴハイウェイ」をモチーフにしている。
ドリームハードル
『スーパーマリオギャラクシー』のステージ「バトルロックギャラクシー」をモチーフにしている。
ドリームトランポリン
『ソニックアドベンチャー2』のステージ「クレイジーガジェット」をモチーフにしている。
ドリームボート
『New スーパーマリオブラザーズ Wii』のWORLD4をモチーフにしている。
ドリーム平行棒
『ソニックヒーローズ』のステージ「グランドメトロポリス」をモチーフにしている。
ドリームフェンシング
『ソニックヒーローズ』のステージ「オーシャンパレス」をモチーフにしている。
ドリームスペースフライト
『スーパーマリオギャラクシー2』のステージ「空島ギャラクシー」をモチーフにしている。

### ニンテンドー3DS版
- 球技
  - バドミントン（シングルス）
使用キャラはトリッキーズ。実際の競技とは違い、打ち合いではなく飛んで来たシャトルを打つかよけるかの操作で行う。羽の飛び方を見てアウトなら避け、インなら打ち返すというもの。成功を重ねるにつれシャトルの飛ぶスピードがアップしていくが、上限がありそれ以上は早くならない。
  - バドミントン（ダブルス）
使用キャラはヒーローズ。二人一組の競技。タッチスクリーンで、タッチペンを下へスライドさせてシャトルを打つ。シャトルが赤く点滅したタイミングで打つ。稀に相手のミスによりシャトルが中心に飛んで来る事があり、これをタイミングよく打ち返すとスマッシュショットになる。3点先取したチームの勝ち。
  - 卓球（ダブルス）
  - テニス（シングルス）
  - サッカー
  - ビーチバレー
  - バスケットボール
  - ハンドボール
  - ホッケー
- 馬術
  - 障害馬術（団体）
- 陸上
  - 100m
  - 1500m
  - マラソン
  - 20km競歩
  - 110mハードル
  - 3000m障害
  - 4×100mリレー
  - 棒高跳び
  - 走り幅跳び
  - 三段跳び
  - 砲丸投
  - ハンマー投
  - やり投
- 水泳
  - 100m自由形
  - 100m背泳ぎ
  - 100m平泳ぎ
  - マラソンスイム10km
  - シンクロナイズド高飛び込み
  - シンクロナイズドスイミング（デュエット）
  - シンクロナイズドスイミング（チーム）
  - 水球
- シューティング
  - 25mラピッドファイアーピストル
  - ダブルトラップ
  - アーチェリー（個人）
  - アーチェリー（団体）
- 体操
  - ゆか
  - 鉄棒
  - 平均台
  - つり輪
  - 新体操 リボン（団体）
  - トランポリン
- 自転車
  - スプリント
使用キャラはヒーローズ。実際の競技とは違って何周も回る必要はなく、ラスト一周の所からスタートする。スタート時は2人が連なって走行しており、後ろ側はAボタン連打で前の相手を追い抜き、前側は逆に後ろ側に追い抜かれないようにブロックする。いずれもスライドパッドで左右移動が可能。後ろ側が追い抜きのアクションを行うと、後ろ側が追い抜きに成功･失敗するに関わらずAボタン連打で高速で走行し抜き合いが出来るようになる。先にゴールした側の勝ちで全3回戦あり、そのうち2本でも勝ち抜けばクリア。
  - オムニアム ポイントレース
  - ケイリン
  - BMX
- ウエイトリフティング
  - ウエイトリフティング
- 格闘技
  - ボクシング
  - 柔道
  - テコンドー
  - レスリングフリースタイル
  - フェンシング エペ（個人）
- ボート競技
  - ボート クォドプルスカル
  - カヤックシングル（個人）
  - カヌー スラロームカナディアンペア
  - セーリング 470級（ペア）
- 複合競技
  - 近代五種
  - トライアスロン